# نهائي كأس الولايات المتحدة المفتوحة 2010
نهائي كأس لامار هانت المفتوحة للولايات المتحدة لعام 2010 في 5 أكتوبر 2010 وفي ملعب كويست فيلد (أعيدت تسميته منذ ذلك الحين باسم حقل سينشري لينك) في سياتل ، واشنطن، الولايات المتحدة تم لعب نهائي بطولة الولايات المتحدة المفتوحة وحددت المباراة الفائز في كاس الولايات المتحدة المفتوحة ، وهي بطولة مفتوحة لفرق كرة القدم للهواة والمحترفين المنتسبين إلى الاتحاد الامريكي لكرة القدم . كانت هذه النسخة 97 من أقدم مسابقة في كرة القدم الأمريكية. فاز نادي سياتل ساوندرز بالمباراة، متغلبًا على كولومبس كروو 2–1 أمام حشد بلغ 31311 متفرجًا، وهو أعلى معدل حضور في نهائي كأس الولايات المتحدة المفتوحة. سجل كيفن بورنس الهدف الأول ليمنح كولومبوس كرو التقدم مبكرًا. ثم سجلت سانا نياسي الهدفين لفريق سياتل ساوندرز إف سي حيث أصبح أول فريق منذ عام 1983 يفوز ببطولتين متتاليتين لكأس الولايات المتحدة المفتوحة.